# 야마자키 히로유키
야마자키 히로유키(일본어: 山崎 裕之, 1946년 12월 22일 ~ )는 일본의 전 프로 야구 선수이자 야구 해설가·평론가이다.

## 상세 정보

### 출신 학교
- 사이타마 현립 아게오 고등학교

### 선수 경력
- 도쿄 오리온스·롯데 오리온스(1965년 ~ 1978년)
- 세이부 라이온스(1979년 ~ 1984년)

### 기타 경력
- 분카 방송, TV 도쿄, TV 사이타마 야구 해설자

### 수상·타이틀 경력
- 베스트 나인 : 5회(1969년 ~ 1971년, 1974년, 1980년)
- 다이아몬드 글러브상 : 3회(1977년, 1980년, 1981년)
- 일본 시리즈 우수 선수상 : 1회(1974년)
- 올스타전 MVP: 1회(1973년 3차전)
- 퍼시픽 리그 플레이오프 우수 선수상 : 1회(1974년)

### 개인 기록

#### 첫 기록
- 첫 출장·첫 선발 출장 : 1965년 4월 10일, 대 도에이 플라이어스 1차전(고라쿠엔 구장), 7번·유격수로서 선발 출장
- 첫 안타 : 1965년 4월 11일, 대 도에이 플라이어스 2차전(고라쿠엔 구장), 5회초에 오자키 유키오로부터
- 첫 타점 : 1965년 6월 8일, 대 니시테쓰 라이온스 8차전(고쿠라 구장), 10회초에 다나카 쓰토무로부터 우전 2점 적시타
- 첫 홈런 : 1965년 6월 15일, 대 도에이 플라이어스 9차전(도쿄 스타디움), 3회말에 다나카 미쓰구로부터 2점 홈런

#### 기록 달성 경력
- 통산 100홈런 : 1973년 4월 20일, 대 한큐 브레이브스 전기 1차전(고라쿠엔 구장), 4회말에 아다치 미쓰히로로부터 좌월 솔로 홈런 ※역대 74번째
- 통산 1000경기 출장 : 1974년 5월 21일, 대 다이헤이요 클럽 라이온스 전기 7차전(헤이와다이 야구장), 5번·2루수로서 선발 출장 ※역대 170번째
- 통산 1000안타 : 1975년 7월 13일, 대 다이헤이요 클럽 라이온스 후기 1차전(미야기 구장), 1회말에 히가시오 오사무로부터 중전 안타 ※역대 91번째
- 통산 150홈런 : 1976년 8월 29일, 대 한큐 브레이브스 후기 7차전(한큐 니시노미야 구장), 9회초에 야마다 히사시로부터 좌월 솔로 홈런 ※역대 44번째
- 통산 1500경기 출장 : 1978년 5월 27일, 대 닛폰햄 파이터스 전기 9차전(고라쿠엔 구장), 4번·2루수로서 선발 출장 ※역대 57번째
- 통산 1500안타 : 1979년 10월 10일, 대 닛폰햄 파이터스 후기 13차전(세이부 라이온스 구장), 9회말에 우다 도쇼쿠로부터 중전 안타 ※역대 32번째
- 통산 200홈런 : 1980년 4월 30일, 대 롯데 오리온스 전기 6차전(미야기 구장), 9회초에 야스키 쇼지로부터 좌월 결승 솔로 홈런 ※역대 33번째
- 통산 1000삼진 : 1980년 8월 1일, 대 난카이 호크스 후기 4차전(세이부 라이온스 구장), 9회말에 가네시로 모토야스로부터 ※역대 5번째
- 통산 300개의 2루타 : 1981년 8월 10일, 대 롯데 오리온스 후기 5차전(세이부 라이온스 구장), 3회말에 미즈타니 노리히로로부터 ※역대 18번째
- 통산 3000루타 : 1982년 8월 10일, 대 롯데 오리온스 후기 4차전(세이부 라이온스 구장), 8회말에 미쓰이 마사하루로부터 중전 안타 ※역대 19번째
- 통산 2000경기 출장 : 1982년 8월 17일, 대 난카이 호크스 후기 7차전(오사카 구장), 2번·2루수로서 선발 출장 ※역대 17번째
- 통산 250홈런 : 1983년 4월 22일, 대 한큐 브레이브스 1차전(세이부 라이온스 구장), 8회말에 마쓰모토 쇼지로부터 2점 홈런 ※역대 20번째
- 통산 1000득점 : 1983년 5월 19일, 대 롯데 오리온스 7차전(가고시마 현립 가모이케 야구장), 3회초에 오타 다쿠지의 결승 적시 2루타로 홈을 밟아 기록 ※역대 18번째
- 통산 350개의 2루타 : 1983년 9월 6일, 대 난카이 호크스 20차전(오사카 구장), 9회초에 야노 미노루로부터 ※역대 13번째
- 통산 2000안타 : 1983년 9월 18일, 대 롯데 오리온스 24차전(세이부 라이온스 구장), 3회말에 니시나 도키나리로부터 우측 방향에 3루타 ※역대 18번째

#### 기타
- 6경기 연속 2루타(1971년 7월 29일 ~ 8월 3일) ※당시의 일본 기록
- 1이닝 2홈런[1] : 2회 ※역대 8번째(여러 차례 달성은 역대 2번째)
  - 1980년 8월 7일, 대 긴테쓰 버펄로스 후기 7차전(닛폰 생명 구장), 7회초 무사인 상황에서 야나기다 유타카로부터 좌월 만루 홈런, 2사 후 야마구치 데쓰지로부터 좌월 솔로 홈런 ※역대 9번째
  - 1983년 9월 1일, 대 닛폰햄 파이터스 20차전(세이부 라이온스 구장), 8회말 선두에서 가와하라 쇼지로부터 중월 솔로 홈런, 2사 후에서 가와하라 쇼지로부터 좌월 만루 홈런 ※역대 11번째
- 사이클링 히트 : 1971년 8월 14일, 대 도에이 플라이어스 19차전(메이지 진구 야구장) ※역대 25번째
- 올스타전 출장 : 11회(1969년, 1970년, 1972년 ~ 1977년, 1980년, 1981년, 1983년)

### 등번호
- 2(1965년 ~ 1984년)

### 연도별 타격 성적
| 연 도       | 소 속       | 경 기 | 타 석 | 타 수 | 득 점 | 안 타 | 2 루 타 | 3 루 타 | 홈 런 | 루 타 | 타 점 | 도 루 | 도 루 자 | 희 생 번 | 희 생 플 | 볼 넷 | 고 4 | 사 구 | 삼 진 | 병 살 타 | 타 율 | 출 루 율 | 장 타 율 | O P S |
| ----------- | ----------- | ----- | ----- | ----- | ----- | ----- | ------- | ------- | ----- | ----- | ----- | ----- | -------- | -------- | -------- | ----- | ---- | ----- | ----- | -------- | ----- | -------- | -------- | ----- |
| 1965년      | 도쿄 롯데   | 71    | 205   | 189   | 10    | 36    | 5       | 1       | 2     | 49    | 14    | 9     | 5        | 3        | 0        | 12    | 0    | 1     | 36    | 8        | .190  | .243     | .259     | .502  |
| 1966년      | 도쿄 롯데   | 28    | 69    | 65    | 1     | 8     | 0       | 0       | 0     | 8     | 2     | 0     | 0        | 0        | 1        | 3     | 0    | 0     | 11    | 4        | .123  | .162     | .123     | .285  |
| 1967년      | 도쿄 롯데   | 113   | 367   | 339   | 26    | 76    | 12      | 4       | 7     | 117   | 34    | 8     | 4        | 6        | 0        | 19    | 2    | 3     | 78    | 5        | .224  | .271     | .345     | .617  |
| 1968년      | 도쿄 롯데   | 128   | 466   | 420   | 47    | 107   | 18      | 5       | 14    | 177   | 49    | 8     | 7        | 4        | 3        | 33    | 4    | 6     | 75    | 5        | .255  | .318     | .421     | .740  |
| 1969년      | 도쿄 롯데   | 126   | 541   | 495   | 73    | 149   | 19      | 4       | 14    | 218   | 60    | 7     | 6        | 4        | 5        | 34    | 0    | 3     | 74    | 1        | .301  | .350     | .440     | .790  |
| 1970년      | 도쿄 롯데   | 129   | 520   | 474   | 64    | 117   | 16      | 3       | 25    | 214   | 75    | 15    | 12       | 3        | 6        | 36    | 4    | 1     | 80    | 4        | .247  | .301     | .451     | .753  |
| 1971년      | 도쿄 롯데   | 123   | 508   | 439   | 84    | 123   | 22      | 3       | 21    | 214   | 50    | 17    | 10       | 2        | 4        | 59    | 2    | 4     | 78    | 10       | .280  | .371     | .487     | .858  |
| 1972년      | 도쿄 롯데   | 123   | 499   | 442   | 54    | 107   | 22      | 1       | 16    | 179   | 58    | 4     | 9        | 2        | 2        | 52    | 1    | 1     | 76    | 7        | .242  | .323     | .405     | .728  |
| 1973년      | 도쿄 롯데   | 123   | 429   | 377   | 45    | 90    | 13      | 2       | 9     | 134   | 27    | 11    | 6        | 8        | 1        | 39    | 1    | 4     | 65    | 6        | .239  | .317     | .355     | .672  |
| 1974년      | 도쿄 롯데   | 124   | 507   | 454   | 62    | 126   | 32      | 3       | 11    | 197   | 58    | 6     | 5        | 9        | 5        | 39    | 2    | 0     | 70    | 12       | .278  | .335     | .434     | .769  |
| 1975년      | 도쿄 롯데   | 118   | 484   | 430   | 62    | 116   | 17      | 5       | 17    | 194   | 56    | 9     | 8        | 5        | 2        | 46    | 0    | 1     | 74    | 13       | .270  | .342     | .451     | .793  |
| 1976년      | 도쿄 롯데   | 121   | 478   | 418   | 50    | 114   | 19      | 2       | 16    | 185   | 62    | 7     | 4        | 6        | 5        | 48    | 2    | 1     | 67    | 6        | .273  | .349     | .443     | .792  |
| 1977년      | 도쿄 롯데   | 128   | 505   | 451   | 49    | 116   | 21      | 4       | 17    | 196   | 62    | 4     | 6        | 10       | 3        | 39    | 0    | 2     | 85    | 7        | .257  | .319     | .435     | .754  |
| 1978년      | 도쿄 롯데   | 122   | 483   | 435   | 56    | 126   | 23      | 2       | 13    | 192   | 52    | 3     | 4        | 12       | 2        | 33    | 1    | 1     | 55    | 8        | .290  | .341     | .441     | .783  |
| 1979년      | 세이부      | 79    | 337   | 286   | 54    | 95    | 16      | 2       | 12    | 151   | 46    | 7     | 3        | 5        | 1        | 44    | 1    | 1     | 41    | 8        | .332  | .423     | .528     | .951  |
| 1980년      | 세이부      | 128   | 566   | 477   | 89    | 140   | 26      | 2       | 25    | 245   | 77    | 6     | 3        | 3        | 5        | 78    | 2    | 3     | 70    | 11       | .294  | .396     | .514     | .910  |
| 1981년      | 세이부      | 125   | 553   | 457   | 97    | 124   | 27      | 4       | 22    | 225   | 68    | 5     | 5        | 2        | 3        | 88    | 0    | 3     | 83    | 7        | .271  | .392     | .492     | .885  |
| 1982년      | 세이부      | 122   | 473   | 415   | 50    | 102   | 16      | 1       | 7     | 141   | 34    | 4     | 5        | 5        | 2        | 51    | 2    | 0     | 67    | 8        | .246  | .328     | .340     | .668  |
| 1983년      | 세이부      | 128   | 600   | 515   | 96    | 148   | 30      | 3       | 18    | 238   | 82    | 4     | 3        | 9        | 7        | 67    | 3    | 2     | 52    | 12       | .287  | .372     | .462     | .834  |
| 1984년      | 세이부      | 92    | 297   | 267   | 30    | 61    | 17      | 0       | 4     | 90    | 19    | 3     | 0        | 6        | 2        | 22    | 1    | 0     | 30    | 7        | .228  | .287     | .337     | .624  |
| 통산 : 20년 | 통산 : 20년 | 2251  | 8887  | 7845  | 1099  | 2081  | 371     | 51      | 270   | 3364  | 985   | 137   | 105      | 104      | 59       | 842   | 28   | 37    | 1267  | 149      | .265  | .339     | .429     | .768  |

- 굵은 글씨는 시즌 최고 성적.
- 도쿄(도쿄 오리온스)는 1969년 롯데(롯데 오리온스)로 구단명을 변경함.